# Władysław Kotarbiński
Władysław Kotarbiński, znany też jako Włodzimierz Kotarbiński (ur. 19 maja 1898 w Noworadomsku, zm. 10 kwietnia 1942 w Warszawie) – polski wojskowy, żołnierz I Brygady Legionów Polskich w czasie I wojny światowej, uczestnik wojny polsko-bolszewickiej oraz obrony Warszawy w 1939 roku, kawaler Orderu Virtuti Militari.

## Życiorys
Urodził się 19 maja 1898 w rodzinie Jana (ok. 1874-?) i Klementyny z Bobrowskich (ur. 1874). Ojciec z zawodu był nożownikiem, czyli rzemieślnikiem wytwarzającym narzędzia ostre.
W chwili wybuchu I wojny światowej Władysław Kotarbiński był uczniem gimnazjum w Jędrzejowie. W styczniu 1915 roku wstąpił do świeżo uformowanej I Brygady Legionów Polskich. 29 sierpnia 1916 roku został ranny. Po rekonwalescencji kontynuował służbę w aparacie werbunkowym. W 1917 roku służył w Komisariacie Werbunkowym do Wojska Polskiego we Włocławku i był przedstawiony do odznaczenia Krzyżem Wojskowym Karola. W październiku 1917 roku przebywał w Szpitalu Rezerwy nr 1 Armii Austro-Węgierskiej w Przemyślu. Następnie brał udział w wojnie polsko-bolszewickiej. W 1922 za udział w wojnach o niepodległość Polski w latach 1914-20 odznaczono go orderem wojskowym „Virtuti Militari" V klasy. Dekoracji w imieniu marszałka Józefa Piłsudskiego dokonał gen. Edward Śmigły-Rydz w asyście generałów: Karola Trzaska-Durskiego, Bolesława Roji, Mieczysława Norwida-Neugebauer, Leona Berbeckiego, Stefana Suszyńskiego, Mieczysława Kulińskiego, Gustawa Orlicz-Dreszera, Tadeusza Piskora i innych.
Po wojnie, 1 lipca 1922 przeniesiony do rezerwy w stopniu chorążego. W następnych latach pracował m.in. jako urzędnik w PKO w Warszawie. 29 listopada 1927 Prezydent RP mianował go podporucznikiem ze starszeństwem z 1 lipca 1925 i 1119. lokatą w korpusie oficerów rezerw piechoty, a minister spraw wojskowych wcielił do 14 Pułku Piechoty we Włocławku.
Pracował jako urzędnik. W 1929 był zatrudniony w Straży Granicznej. Był działaczem Związku Strzeleckiego. W 1933 r. był prezesem Okręgu nr 1 Warszawskiego Związku Strzeleckiego. W 1935 r. był wiceprezesem tego okręgu, zaś w 1939 roku Komendantem Powiatu Grodzkiego Warszawa Południe w stopniu starszego kompana.
Po wybuchu II wojny światowej brał udział w obronie Warszawy. Zmarł 10 kwietnia 1942 roku. Został pochowany na Cmentarzu Powązkowskim w kw. 310/5/5, grobie rodziny Pietrzaków.
Władysław Kotarbiński 6 sierpnia 1928 roku w parafii św. Aleksandra w Warszawie wziął ślub z Jadwigą Teodozją Pietrzak (1897-1939) z Mogielnicy, urzędniczką warszawską. W chwili ślubu mieszkał przy ulicy Filtrowej, w domu o numerze hipotecznym nr 7341.

## Ordery i odznaczenia
- Krzyż Srebrny Orderu Wojskowego Virtuti Militari nr 7198 – 17 maja 1922[11][24][25][6]
- Krzyż Niepodległości – 25 lipca 1933 „za pracę w dziele odzyskania niepodległości”[26]
- Medal Pamiątkowy za Wojnę 1918–1921 – 27 maja 1929[19]

## Związki z rodziną Szałwińskich

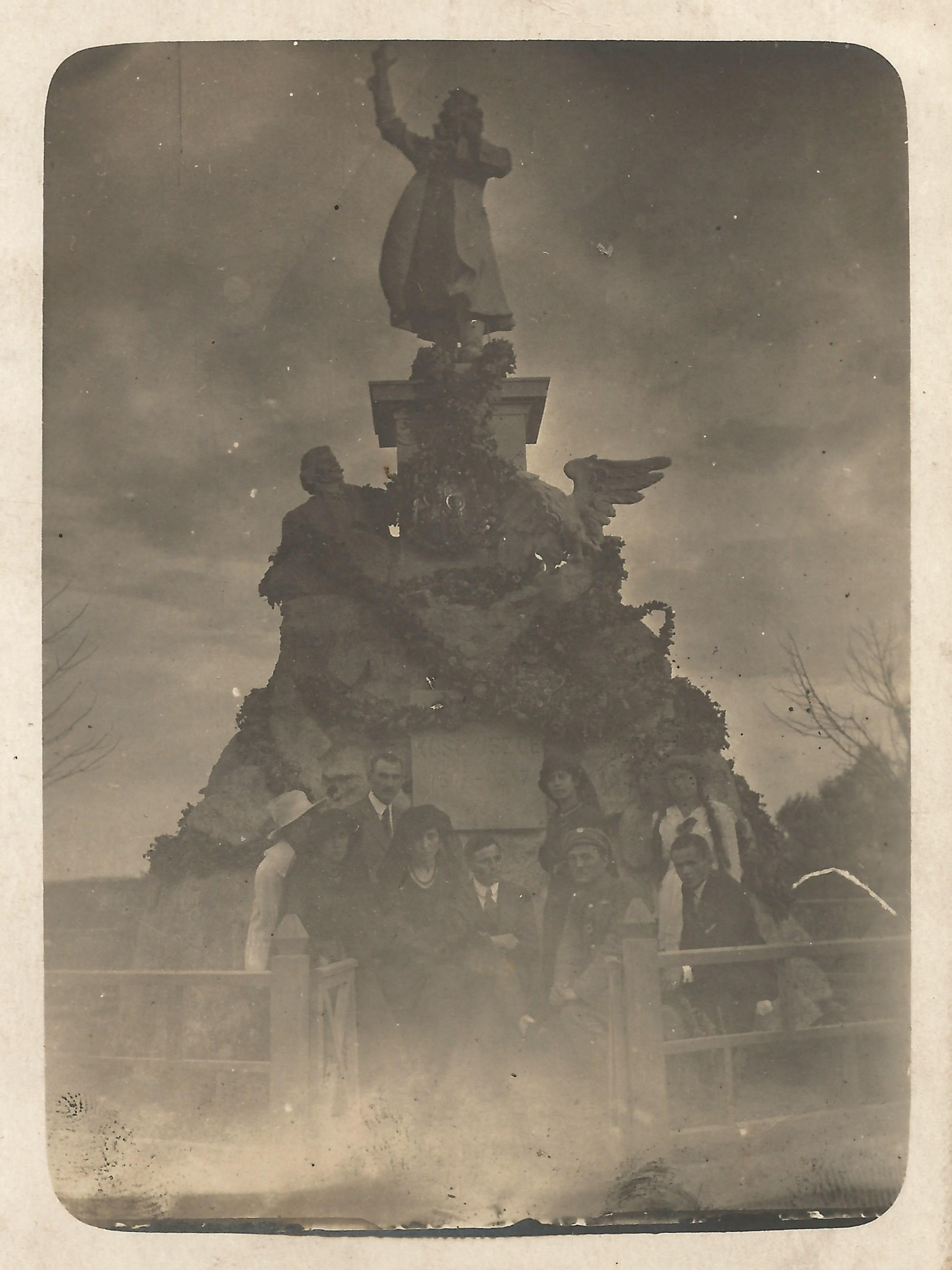
Rodzeństwo Szałwińskich z Władysławem Kotarbińskim (w środku, w mundurze) pod pomnikiem T. Kościuszki w niezidentyfikowanej miejscowości. Zdjęcie wykonano między 18 czerwca (Szałwińscy są w żałobie po matce, zmarłej tego dnia) a listopadem 1918 roku, kiedy to zginął pozujący na zdjęciu Bolesław Tomasz Szałwiński (1895-1918).

We wrześniu 2020 r. Maria Chyła z Włocławka opisała w Gazecie Pomorskiej historię swojej ciotki Heleny z Afeltowiczów Buczyńskiej (1896-?), która w czasie wojny służyła w Amerykańskim Czerwonym Krzyżu. W ramach artykułu p. Chyła nadesłała portrety legionistów, które jej ciotka otrzymywała jako upominek. Grażyna Ode-Zwolińska, regionalistka z Włocławka rozpoznała na jednym z nich Władysława Kotarbińskiego. W korespondencji do artykułu nt. Heleny Afeltowicz, opisała postać legionisty w weekendowym wydaniu Gazety Pomorskiej z 14-15 listopada 2020 r., a także jego związki z rodziną Szałwińskich, z którą sama jest spokrewniona. Ode-Zwolińska odziedziczyła pocztówki wysyłane przez Kotarbińskiego do Feliksy Szałwińskiej (1888-1981), nauczycielki z Włocławka. Zwraca uwagę, że legionista zwracał się do Szałwińskiej żartobliwie w formie per "ciociu", a sam tytułował się jej "wnuczkiem", choć był raptem o dziesięć lat od niej młodszy. Ode-Zwolińska wysuwa hipotezę, że Kotarbiński mógł być spokrewniony z rodziną Szałwińskich. W swoich pocztówkach wspomina miejscowość Skaszyn, gdzie mieszkały rodziny Darnikiewiczów, spokrewnionych z Szałwińskimi przez Mariannę Wiktorię z Wojciechowskich (1855-1918), matkę Feliksy; oraz Pawłoszewskich, cioteczne rodzeństwo ze strony jej ojca Teofila (1836-1910). Kotarbiński wymienia także "ciocię z Korwinowa", którą Ode-Zwolińska identyfikuje jako Eufemię Irenę Konieczną (1880-1975), rodzoną siostrą Feliksy. Wreszcie Kotarbiński mógł poznać Szałwińskich przez Cypriana Mateusza Darnikiewicza (1895-?) ze wspomnianego Skaszyna lub Eugeniusza Stanisława Szałwińskiego (1893–1928), także brata Feliksy, którzy również byli legionistami. Pocztówki były nadesłane 27 lipca z Włocławka (z pieczątką Inspektoratu Werbunkowego Wojska Polskiego) oraz 28 października z Przemyśla. W 1918 roku Kotarbiński pozował do zdjęcia grupowego z rodziną Szałwińskich pod pomnikiem Tadeusza Kościuszki w niezidentyfikowanej miejscowości.